# Marco Island
Marco Island è una piccola isola barriera situata sulla Costa del Golfo degli Stati Uniti d'America, nella parte sudoccidentale della Contea di Collier in Florida. Si trova a 32 km da Naples e a 198 miglia nautiche dall'Avana.
La città è ricca di spiagge, resort nautici, golf club e yacht club.
Secondo le statistiche del 2010, la città ha una popolazione di 16 756 abitanti su una superficie di 44 km².